# Acacia spathulata
Acacia spathulata é uma espécie de leguminosa do gênero Acacia, pertencente à família Fabaceae.